# Super Mario Maker
Super Mario Maker (スーパーマリオメーカ, Sūpā Mario Mēkā) é um jogo eletrônico de plataforma desenvolvido pela Nintendo para o console Wii U, lançado em setembro de 2015.
No jogo, pode-se criar e jogar estágios customizados baseados nos títulos Super Mario Bros., Super Mario Bros. 3, Super Mario World e New Super Mario Bros. U e compartilhá-los online com outros jogadores. Ferramentas com os elementos da franquia são dadas ao decorrer do progresso no jogo. Também é possível baixar e jogar criações de outras pessoas. Originalmente revelado na E3 2014 como simplesmente Mario Maker, o videogame foi concebido como uma ferramenta de desenvolvimento interno da Nintendo. Algumas partes do jogo foram inspiradas pelo Mario Paint, lançado para o Super Nintendo Entertainment System em 1992. Foi anunciado novamente na E3 2015, como Super Mario Maker.
Em seu lançamento, Super Mario Maker foi aclamado pela crítica e elogiado pela interface de usuário e ferramentas de edições de níveis. Muitos críticos também pensaram que o jogo foi uma maneira de comemorar o aniversário de 30 anos da franquia. Os principais pontos criticados giraram em torno da falta de conteúdo disponível e uma espera de nove dias para desbloquear todos os estilos e ferramentas (no entanto, isso foi ajustado em uma atualização no dia do lançamento).
Em dezembro de 2016, uma versão para Nintendo 3DS intitulada de Super Mario Maker For 3DS foi lançada para o portátil. Em fevereiro de 2019, uma sequência para o Nintendo Switch foi anunciada, chamado Super Mario Maker 2, no qual foi lançado em junho de 2019.

## Jogabilidade
Super Mario Maker é um game que permite a criação e o compartilhamento de fases da série Super Mario usando o GamePad do Wii U. Jogadores podem basear seus níveis na jogabilidade e elementos visuais de Super Mario Bros., Super Mario Bros. 3, Super Mario World e New Super Mario Bros. U, com suas respectivas mudanças nos gráficos, mecânica e física de jogo. Alguns elementos estão limitados a estilos específicos, enquanto outros foram adicionados mesmo inexistentes nos jogos originais, como os Bus no Super Mario Bros.
Além de elementos tradicionais da série Mario, como Goombas, canos, e power ups, o comportamento de vários elementos pode ser manipulado de maneiras únicas. Por exemplo, inimigos podem ser empilhados uns em cima de outros, obstáculos podem sair de blocos de interrogação, cascos podem ser usados como capacetes e canhões podem atirar moedas, inimigos, ou qualquer coisa que o criador escolher. Essas combinações são viáveis porque as diferentes ferramentas podem ser combinadas. Isso permite que o jogador torne um inimigo maior ao lhe dar um cogumelo ou dê a eles a habilidade de voar ao lhes dar asas. Também há maneiras de inserir efeitos visuais e sonoros em partes de fases, incluindo mensagens de voz gravadas. Elementos são introduzidos gradualmente, com novas funções sendo disponibilizadas a cada 15 minutos gastos no criador de níveis. Bonecos Amiibo adicionam elementos especiais aos estágios do Super Mario Bros. O Amiibo de Mario 8-Bit adiciona um cogumelo grande que torna o Mario gigante e dá bigodes aos inimigos, enquanto outros Amiibos compatíveis adicionam cogumelos que transformam o Mario no respectivo personagem do boneco. A funcionalidade dos Amiibos apenas funciona no estilo do Super Mario Bros. O uso de sprites de outros personagens também pode ser obtido pela função 100 Mario Challenge, com um total de 100 figuras disponíveis.

## Desenvolvimento
O videogame foi revelado na E3 2014 sob o título Mario Maker, sendo concebido como uma ferramenta de desenvolvimento para ser usada dentro da empresa. No entanto, o potencial da ferramenta como um jogo foi rapidamente percebido pela equipe, que passou a ideia para o desenvolvedor Takashi Tezuka, que estava interessado em fazer uma continuação de Mario Paint para o Wii U para utilizar o GamePad do Wii U. Ao ver a ferramenta, entretanto, Tezuka percebeu que um criador de níveis era mais comercial do que um simples programa de artes. Ele observou ao site Polygon que a criação de níveis "não é tão difícil ou fora de alcance como o desenho," mas que ele se inspirou em "trazer a diversão de Mario Paint para o editor." O jogo foi dirigido por Yosuke Oshino, que trabalhou anteriormente como programador em Pikmin, Pikmin 2 e New Super Mario Bros. Wii.
A trilha sonora foi composta por Koji Kondo, Naoto Kubo e Asuka Hayazaki.